# Jon Odriozola Mugarza
Jon Odriozola Mugarza (Oñati, 26 de desembre de 1970) fou un ciclista basc, professional des del 1995 al 2004. En el seu palmarès sols hi ha la victòria a la Pujada a Urkiola. El 2001 va aconseguir acabar les tres grans voltes.
Un cop retirat, s'ha dedicat a la direcció esportiva de diferents equips.

## Palmarès
- 2010
  - 1r a la Pujada a Urkiola

### Resultats a la Volta a Espanya
- 1995. Abandona (6a etapa)
- 1996. 75è de la classificació general
- 1998. 12è de la classificació general
- 1999. 27è de la classificació general
- 2000. 26è de la classificació general
- 2001. 83è de la classificació general
- 2002. Abandona (14a etapa)

### Resultats al Tour de França
- 1997. 65è de la classificació general
- 1999. 54è de la classificació general
- 2000. 47è de la classificació general
- 2001. 69è de la classificació general

### Resultats al Giro d'Itàlia
- 2001. 59è de la classificació general